# Bitch I’m Madonna
Bitch I'm Madonna – utwór amerykańskiej wokalistki Madonny pochodzący z albumu Rebel Heart (2015) i zarazem trzeci promujący go singiel wydany 15 czerwca 2015 roku. Utwór został wspólnie nagrany z raperką Nicki Minaj. Jest piosenką o Madonnie, która nieustannie się bawi, bo jest Madonną.
W Polsce singiel uzyskał status złotej płyty.